# B68 Toftir
B68 Toftir este o echipă de fotbal din Toftir, Insulele Feroe.

## Titluri
- Prima Ligă de fotbal a Inslulelor Feroe (3):
  - 1984, 1985, 1992

## Lotul curent
Din 1 aprilie, 2008
| Nr. |                | Poziție | Jucător                   |
| --- | -------------- | ------- | ------------------------- |
| 1   | Serbia         | P       | Vlada Filipović           |
| 2   | Insulele Feroe | F       | Pól Jóhannus Justinussen  |
| 4   | Insulele Feroe | A       | Óli Olsen                 |
| 5   | Insulele Feroe | M       | Øssur Hansen              |
| 7   | Serbia         | M       | Nenad Stanković           |
| 8   | Insulele Feroe | M       | Kristian Anthon Andreasen |
| 9   | Insulele Feroe | M       | Dánjal Pauli Højgaard     |
| 10  | Insulele Feroe | F       | Poul M. Poulsen           |
| 11  | Insulele Feroe | F       | Jóhan Petur Poulsen       |
| 12  | Insulele Feroe | P       | Petur Meinard Magnussen   |

| Nr. |                | Poziție | Jucător                |
| --- | -------------- | ------- | ---------------------- |
| 14  | Insulele Feroe | A       | Jóhan Símun Edmundsson |
| 15  | Insulele Feroe | A       | Jónleif Højgaard       |
| 16  | Insulele Feroe | F       | Oddur Højgaard         |
| 17  | Senegal        | M       | Ndende Adama Gueye     |
| 18  | Senegal        | A       | Ameth Keita            |
| 19  | Insulele Feroe | M       | Debes Danielsen        |
| 20  | Insulele Feroe | F       | Jóhan Dávur Højgaard   |
| 23  | Insulele Feroe | M       | André Olsen            |
| 32  | Insulele Feroe | F       | Niklas Joensen         |

## B68 Toftir în Europa
| Sezon   | Competiție          | Rundă |          | Adversar         | Rezultat |
| ------- | ------------------- | ----- | -------- | ---------------- | -------- |
| 1993/94 | Champions League    | Q     | Croația  | Croatia Zagreb   | 0-5, 0-6 |
| 1996    | Cupa UEFA Intertoto | 1     | Austria  | Linzer ASK       | 0-4      |
| 1996    | Cupa UEFA Intertoto | 1     | Cipru    | Apollon Limassol | 1-4      |
| 1996    | Cupa UEFA Intertoto | 1     | Germania | Werder Bremen    | 0-2      |
| 1996    | Cupa UEFA Intertoto | 1     | Suedia   | Djurgården       | 1-5      |
| 2001    | Cupa UEFA Intertoto | 1     | Belgia   | Sporting Lokeren | 2-4, 0-0 |
| 2002    | Cupa UEFA Intertoto | 1     | Elveția  | St. Gallen       | 1-5, 0-6 |
| 2004-05 | Cupa UEFA           | 1Q    | Letonia  | FK Ventspils     | 0-3, 0-8 |

## Antrenori
- Betuel Hansen (1962-?)
- Johan Hammer
- Dánjal Eli Højgaard
- Johan Hammer
- Dánjal Eli Højgaard
- Johan Hammer
- Marius Danielsen
- Jóannes á Líðarenda
- Janus Jensen (1978-79)
- Haldur Gaardbo (1979-82)
- Niclas Davidsen (1982-2007)
- Jógvan Højgaard (2007- )